# Korn
 Ovo je glavno značenje pojma Korn. Za istoimeni album ovog sastava pogledajte Korn (album).
Korn, često pisan i kao KoRn ili KoЯn oponašajući logo sastava, je glazbeni sastav koji uspješno spaja stilove poput Heavy metala i Rap metala kojim su zapravo stvorili novu vrstu metala pod nazivom nu metal (new-age metal). Popularnost su stekli svojim jakim osjećajem za zvukove posebno očitane u singlovima poput "Blind", "Freak on a Leash" i "Here to Stay".Do danas Korn je prodao više od 30 milijuna albuma diljem svijeta.

## Povijest

### Osnivanje
Korn je nastao 1992. godine u Bakersfieldu, Kalifornija.Osnovali su ga Brian Welch i Reginald Arvizu. Kad su imali 15 godina u školi su upoznali Jamesa Shaffera i počeli su s usviravanjem i probama. Tražili su bubnjara i jednog poslijepodeva Fieldy je primio poziv od Davida Silverie koji je imao 13 godina. Fieldy je prihvatio te su od tog trenutka probe bile kod Davida u garaži.Od tad su imali sve osim pjevača i tako mjesec dana nakon kojih su Munky i Fieldy bili u baru i baš na odlasku zaustavili su se da pogledaju grupu koja je svirala te večeri i kada su ugledali Jonathana kako pjeva znali su on mora biti njihov pjevač. Jonathan iz prve nije htijeo promijeniti grupu ali su mu svi govorili da bi to bilo glupo da propusti priliku te je tako ušao u tada još neimenovani sastav. Na jednoj od mnogih probi Jonathan je u rekao da jednostavno moraju naći ime te su tako svi zajedno sjeli za stol i smišljali imena na kraju Jonathan se dosjetio imena Korn a ostali su se složili. Tako su nastupali po manjim gažama po Bakersfieldu i okolici sve do 1993. kada počinju s ozbiljnim radom te je uslijedio album prvijenac.

### Probijanje na scenu
Debitanski album, Korn, izdali su 1994. zahvaljujući tome što su nastupali kao predgrupa tadašnjim vladarima rock-scene poput Ozzya Osbournea, Megadeth i Marilyna Mansona. Album nije bio baš previše popularan, ali gotovo je dosegao zlatnu nakladu zahvaljujući nekoliko hitova s albuma i svojevrsnog bunta tinejdžera. Sljedeći album, Life is Peachy, izdali su 1996. s kojim su snimili 3 spota i dosegli veću popularnost i s kojom su počeli nastupati na velikim festivalima i koncertima. Sljedećeg su ljeta započeli turneju pod nazivom Lollapalooza ali su bili prisiljeni ju otkazati jer je Shaffer obolio od meningitisa.

### Dani slave
1998. izdaju svoj najprodavaniji album, Follow the Leader. Album je postao poznat zbog skandala jer je jedan učenik, noseći majicu s njihovim logom, izbačen iz škole zato što je logo sastava ravnatelju škole bio previše vulgaran. Te iste godine izdaju svoj najpopularniji singl, "Freak on A Leash" za kojeg su 1999. osvojili Grammy-a za najbolji spot. 1998. također započinju i svoju "Family Values" turneju koja traje sve do 2007. Tu su turneju započeli zajedno s tada također sastavima u usponu, poput Limp Bizkita, Ice Cubea i Rammsteina. Turneja je postigla nevjerojatan uspjeh. Svoj sljedeći album, Issues, izdali su 1999. Nakon izlaska novog albuma nastavili su svoju turneju koju su gotovo morali odgoditi zbog teške bolesti bubnjara Davida Silverie. Na sreću su pronašli zamjenu, bubnjara Mikea Bordina iz sastava Faith No More. Istog su ljeta održali nekoliko zajedničkih koncerata sa sastavima i izvođačima Metallica, Kid Rock, Powerman 5000 i System of a Down. Silveria se je kasnije vratio sastavu usred govorkanja o tome da se neće vratiti radi realiziranja vlastite karijere. Tada je ipak došlo da malog prekida jer je Fieldy tada radio na svom vlastitom albumu a Davis je snimao film Queen of the Damned. 2001. se ponovno okupljaju radi turneje sa Static-Xom a turneja je dosegla nevjerojatni uspjeh te su tada slovili za jedan od najpopularnijih i najkontroverznijih sastava ikad.

### Novije vrijeme
2002. snimaju svoj peti album, Untouchables. Sudjelovali su i na Ozfestuu čime su album pretvorili u još jedan hit album koji je prema mnogim mišljenjima bio pun pogodak sa svojim dijelovima tame i strave u većini pjesama te ustvrđuju riječ koja glasi Nu metal. 2003. izdaju album Take a Look in the Mirror na kojemu su se našli neki od njihovih hitova kao što su "Did My Time", "Right Now" i "Y'All Want a Single" kojima su povećali popularnost time što su pjesmu "Did My Time" iskoristili za snimanje filma Tomb Rider. 2005. sastav napušta Welch koji jo došao do ruba života zbog ovisnosti o drogama i alkoholu. Obraća se na kršćanstvo i počinje se brinuti o svojoj kćerci koja je ostala bez majke. Korn i dalje nastavlja, 2005. izdaju album See You on the Other Side Koji je pokazao da Korn pronalazi novi način sviranja nu metala u koji se dodaju elementi alternative. 2006. sastav napušta David Silveria radi osnivanja obitelji i odlaska iz javnosi uopće. 2007. izdaju uživo album MTV Unplugged. 3. srpnja dolaze u Zagreb gdje održavaju koncert godine u Hrvatskoj koji je prošao neočekivano malo posijećen prema medijima oko 5.000 gledatelja. Svoj posljednji album, Untitled izdali su krajem sedmog mjeseca 2007. godine kojim je nastavljen taj novi stil tkz. Novi Korn. Godine 2008. pronađen je novi bubnjar na audiciji, Ray Luzier s kojim su snimili svoj zasada posljednji album Korn III: Remember Who You Are, nakon čega kreću na turneju u kojoj ponovo posjećuju Zagreb.
Sastav iza sebe ima 6 nagrada Grammy i nebrojivo puno prodanih ulaznica širom svijeta što ih i dan danas čini jedne od najvećih ikona metal scene.

## Članovi
- Reginald „Fieldy“ Arvizu
- James „Munky“ Shaffer
- Jonathan Davis
- Ray Luzier
- Brian „Head“ Welch

- Jonathan Davis – vokal - (1992.- danas)
- James Shaffer – gitara - (1992.- danas)
- Reginald Arvizu – bas gitara- (1992.- danas)
- Ray Luzier - bubnjevi - (2007.-danas)

Dodatni glazbenici
- Shane Gibson - električna gitara - (2008.- danas)
- Zac Baird - klavijature - (2008.- danas)

Bivši članovi
- Brian Welch – gitara – (1992. – 2005.)
- David Silveria - bubnjevi - (1992. – 2006.)

## Diskografija
Studijski albumi
- Korn (1994.)
- Life Is Peachy (1996.)
- Follow the Leader (1998.)
- Issues (1999.)
- Untouchables (2002.)
- Take a Look in the Mirror (2003.)
- See You on the Other Side (2005.)
- Untitled album (2007.)
- Korn III: Remember Who You Are (2010.)
- The Path of Totality (2011.)
- The Paradigm Shift (2013.)
- The Serenity of Suffering (2016.)
- The Nothing (2019.)
- Requiem (2022.)

## Vanjske poveznice
- Službena stranica